# Władysław Demkow
Władysław Michał Demkow (ur. 12 listopada 1907 w Mielcu, zm. 13 kwietnia 1995 w Opolu) – nauczyciel, społecznik, członek i aktywista Stronnictwa Ludowego (od 1947) i Zjednoczonego Stronnictwa Ludowego (od 1949). Był aktywnym inicjatorem nowych form pracy kulturalnej w środowisku wiejskim. Z jego inicjatywy powstał Uniwersytet Ludowy w Błotnicy Strzeleckiej, którego przez wiele lat był dyrektorem.
Odznaczony Krzyżem Oficerskim Orderu Odrodzenia Polski.